# Gare du Regino
Pour les articles homonymes, voir Regino (homonymie).
La gare du Regino est une gare ferroviaire française de la ligne de Ponte-Leccia à Calvi (voie unique à écartement métrique), située sur le territoire de la commune de Speloncato, au hameau du Regino à l'Ouest du passage à niveau de la D63, dans le département de la Haute-Corse et la Collectivité territoriale de Corse (CTC).
C'est une halte des Chemins de fer de la Corse (CFC) desservie par des trains « grande ligne ». Arrêt facultatif (AF), il faut signaler sa présence au conducteur pour qu'il y ait un arrêt du train.

## Situation ferroviaire
Établie à 75 mètres d'altitude, la gare du Regino est située au point kilométrique (PK) 88,1 de la ligne de Ponte-Leccia à Calvi (voie unique à écartement métrique), entre les gares de Belgodère (AF), s'intercale la halte fermée d'Occhiatana, et du Camping Monticello (AF).
Ancienne gare d'évitement elle dispose d'une deuxième voie qui est devenue en impasse depuis la remise en état de la ligne.

## Service des voyageurs

### Accueil
Halte CFC, c'est un point d'arrêt non géré (PANG) à accès libre. Arrêt facultatif  (AF) : le train ne s'arrête que si la demande a été faite au conducteur.

### Desserte
Le Regino est desservie par des trains CFC « grande ligne » de la relation Bastia - Calvi.

### Intermodalité
Le stationnement des véhicules est possible à proximité de l'ancien bâtiment voyageurs.

## Patrimoine ferroviaire
Les anciens bâtiments de la gare : le bâtiment voyageurs, un édicule « toilettes », ainsi que l'ancienne maison garde barrière sont présents sur le site de la gare.